# Halil Karataş
Halil Karataş (* 31. Januar 1980 in Ödemiş) ist ein türkischer Fußballspieler.

## Karriere
Karataş begann 1998 in der Jugend von Muğlaspor mit dem Vereinsfußball und wurde ein Jahr später bei diesem Verein in den Profikader involviert. Nachdem er sich in der ersten Saison einen Stammplatz erkämpfen konnte, zählte er die nächsten drei Jahre zu den gesetzten Spielern beim Viertligisten. Zur Saison 2002/03 wechselte er zum Drittligisten Tarsus İdman Yurdu. Bei diesem neuen Verein schaffte er es auf Anhieb in die Stammelf und behielt diese Position während seiner fünfjährigen Tätigkeit. Im Sommer 2007 wechselte dann Karataş innerhalb der Liga zu Şanlıurfa Belediyespor. Für diesen Klub spielte er lediglich eine Saison und ging dann zum Stadtrivalen Şanlıurfaspor. Auch Şanlıurfaspor verließ bereits nach einer Saison und spielte anschließend der Reihe nach bei Fethiyespor, Alanyaspor, Turgutluspor und Tokatspor.
Zum Sommer 2012 heuerte Karataş zum zweiten Mal in seiner Karriere bei Fethiyespor an. In der Spielzeit 2012/13 erreichte er mit der Mannschaft das Playofffinale. Im Finale setzte man sich gegen Hatayspor durch und sicherte sich damit den Aufstieg in die TFF 1. Lig. Nach dem Aufstieg wechselte Karataş zum Playofffinalspielgegner Hatayspor.

## Erfolge
Mit Fethiyespor
- Playoffsieger der TFF 2. Lig: 2012/13
- Aufstieg in die TFF 1. Lig: 2012/13